# Éliminatoires du Championnat d'Europe de football des moins de 19 ans 2022
 (août 2022).
Si vous disposez d'ouvrages ou d'articles de référence ou si vous connaissez des sites web de qualité traitant du thème abordé ici, merci de compléter l'article en donnant les références utiles à sa vérifiabilité et en les liant à la section « Notes et références ».
Navigation
2019 2023
Les éliminatoires du championnat d'Europe de football des moins de 19 ans 2022 se déroulent du 6 octobre 2021 au 29 mars 2022 et déterminent les sept équipes rejoignent la Slovaquie, pays hôte. Les joueurs nés après le 1er janvier 2003 sont éligibles.

## Format et tirage au sort
Les qualifications se disputent sur deux tours, uniquement par groupes de 4 équipes. Chaque groupe se joue sur le terrain unique de l'une des quatre équipes qui en fait partie, en tournoi toutes rondes simple. Le premier tour de qualification comprend 13 groupes (52 équipes), le second tour comprend 7 groupes (28 équipes).
Le tirage au sort du tour de qualification a eu lieu le 3 décembre 2019, au siège de l'UEFA à Nyon , en Suisse.
Chaque groupe comprend une équipe du chapeau A, une équipe du chapeau B, une équipe du chapeau C et une équipe du chapeau D. Sur la base des décisions prises par le Panel d'urgence de l'UEFA, les paires d'équipes suivantes n'ont pas pu être tirées au sort dans le même groupe : Espagne et Gibraltar, Ukraine et Russie, Serbie et Kosovo, Russie et Kosovo, Bosnie-Herzégovine et Kosovo.
Le Portugal est exempt du premier tour, la Slovaquie est quant à elle déjà qualifié en tant que pays hôte. Le Liechtenstein ne joue pas les éliminatoires.
| Chapeau A            | Chapeau A | Chapeau B | Chapeau B | Chapeau C          | Chapeau C | Chapeau D   | Chapeau D |
| France               | 23.778    | Grèce     | 11.000    | Russie             | 7.333     | Monténégro  | 3.333     |
| Angleterre           | 23.000    | Belgique  | 10.667    | Finlande           | 7.333     | Kosovo      | 3.167     |
| Italie               | 21.889    | Suède     | 10.278    | Suisse             | 7.000     | Malte       | 2.333     |
| Pays-Bas             | 16.778    | Serbie    | 10.167    | Bosnie-Herzégovine | 6.667     | Albanie     | 2.000     |
| Tchéquie             | 16.722    | Pologne   | 10.167    | Chypre             | 5.333     | Kazakhstan  | 1.667     |
| Espagne              | 16.222    | Écosse    | 9.833     | Pays de Galles     | 5.000     | Andorre     | 1.667     |
| Allemagne            | 15.833    | Israël    | 9.833     | Lettonie           | 4.667     | Luxembourg  | 1.667     |
| Ukraine              | 14.389    | Bulgarie  | 9.722     | Islande            | 4.667     | Moldavie    | 1.333     |
| République d'Irlande | 13.278    | Hongrie   | 9.167     | Azerbaïdjan        | 4.500     | Estonie     | 1.333     |
| Norvège              | 12.611    | Roumanie  | 8.833     | Macédoine du Nord  | 4.333     | Îles Féroé  | 1.333     |
| Turquie              | 12.611    | Danemark  | 8.833     | Irlande du Nord    | 4.333     | Lituanie    | 1.000     |
| Autriche             | 11.833    | Slovénie  | 8.167     | Biélorussie        | 4.333     | Gibraltar   | 0.333     |
| Croatie              | 11.611    | Géorgie   | 7.833     | Arménie            | 3.667     | Saint-Marin | 0.000     |

### Premier tour de qualification
Les deux premiers de chaque groupe (26 équipes) sont qualifiés.

#### Groupe 1
| Rang | Équipe     | Pts | J | G | N | P | Bp | Bc | Diff |
| ---- | ---------- | --- | - | - | - | - | -- | -- | ---- |
| 1    | Angleterre | 7   | 3 | 2 | 1 | 0 | 6  | 0  | +6   |
| 2    | Suède H    | 6   | 3 | 2 | 0 | 1 | 4  | 3  | +1   |
| 3    | Suisse     | 4   | 3 | 1 | 1 | 1 | 7  | 2  | +5   |
| 4    | Andorre    | 0   | 3 | 0 | 0 | 3 | 0  | 12 | -12  |

#### Groupe 2
| Rang | Équipe     | Pts | J | G | N | P | Bp | Bc | Diff |
| ---- | ---------- | --- | - | - | - | - | -- | -- | ---- |
| 1    | Russie     | 9   | 3 | 3 | 0 | 0 | 9  | 1  | +8   |
| 2    | Allemagne  | 4   | 3 | 1 | 1 | 1 | 6  | 5  | +1   |
| 3    | Grèce H    | 2   | 3 | 0 | 2 | 1 | 1  | 2  | -1   |
| 4    | Îles Féroé | 1   | 3 | 0 | 1 | 2 | 1  | 9  | -8   |

#### Groupe 3
| Rang | Équipe      | Pts | J | G | N | P | Bp | Bc | Diff |
| ---- | ----------- | --- | - | - | - | - | -- | -- | ---- |
| 1    | Hongrie H   | 7   | 3 | 2 | 1 | 0 | 5  | 2  | +3   |
| 2    | Autriche    | 5   | 3 | 1 | 2 | 0 | 6  | 2  | +4   |
| 3    | Biélorussie | 4   | 3 | 1 | 1 | 1 | 3  | 3  | 0    |
| 4    | Estonie     | 0   | 3 | 0 | 0 | 3 | 0  | 7  | -7   |

#### Groupe 4
| Rang | Équipe   | Pts | J | G | N | P | Bp | Bc | Diff |
| ---- | -------- | --- | - | - | - | - | -- | -- | ---- |
| 1    | Pays-Bas | 9   | 3 | 3 | 0 | 0 | 13 | 1  | +12  |
| 2    | Israël H | 6   | 3 | 2 | 0 | 1 | 8  | 4  | +4   |
| 3    | Chypre   | 1   | 3 | 0 | 1 | 2 | 2  | 8  | -6   |
| 4    | Moldavie | 1   | 3 | 0 | 1 | 2 | 2  | 12 | -10  |

#### Groupe 5
| Rang | Équipe    | Pts | J | G | N | P | Bp | Bc | Diff |
| ---- | --------- | --- | - | - | - | - | -- | -- | ---- |
| 1    | Ukraine   | 7   | 3 | 2 | 1 | 0 | 8  | 5  | +3   |
| 2    | Finlande  | 6   | 3 | 2 | 0 | 1 | 5  | 3  | +2   |
| 3    | Pologne H | 4   | 3 | 1 | 1 | 1 | 7  | 5  | +2   |
| 4    | Malte     | 0   | 3 | 0 | 0 | 3 | 2  | 9  | -7   |

#### Groupe 6
| Rang | Équipe               | Pts | J | G | N | P | Bp | Bc | Diff |
| ---- | -------------------- | --- | - | - | - | - | -- | -- | ---- |
| 1    | Bosnie-Herzégovine   | 7   | 3 | 2 | 1 | 0 | 7  | 1  | +6   |
| 2    | République d'Irlande | 7   | 3 | 2 | 1 | 0 | 6  | 3  | +3   |
| 3    | Monténégro           | 3   | 3 | 1 | 0 | 2 | 3  | 7  | -4   |
| 4    | Bulgarie H           | 0   | 0 | 0 | 0 | 3 | 0  | 5  | -5   |

#### Groupe 7
| Rang | Équipe            | Pts | J | G | N | P | Bp | Bc | Diff |
| ---- | ----------------- | --- | - | - | - | - | -- | -- | ---- |
| 1    | France            | 9   | 3 | 3 | 0 | 0 | 8  | 1  | +7   |
| 2    | Serbie            | 4   | 3 | 1 | 1 | 1 | 5  | 5  | 0    |
| 3    | Albanie H         | 4   | 3 | 1 | 1 | 1 | 5  | 7  | -2   |
| 4    | Macédoine du Nord | 0   | 3 | 0 | 0 | 3 | 2  | 7  | -5   |

#### Groupe 8
| Rang | Équipe       | Pts | J | G | N | P | Bp | Bc | Diff |
| ---- | ------------ | --- | - | - | - | - | -- | -- | ---- |
| 1    | Belgique     | 7   | 3 | 2 | 1 | 0 | 12 | 4  | +8   |
| 2    | Espagne      | 7   | 3 | 2 | 1 | 0 | 10 | 3  | +7   |
| 3    | Azerbaïdjan  | 3   | 3 | 1 | 0 | 2 | 3  | 11 | -8   |
| 4    | Luxembourg H | 0   | 3 | 0 | 0 | 3 | 2  | 9  | -7   |

#### Groupe 9
| Rang | Équipe      | Pts | J | G | N | P | Bp | Bc | Diff |
| ---- | ----------- | --- | - | - | - | - | -- | -- | ---- |
| 1    | Turquie H   | 9   | 3 | 3 | 0 | 0 | 9  | 3  | +6   |
| 2    | Roumanie    | 6   | 3 | 2 | 0 | 1 | 7  | 4  | +3   |
| 3    | Lettonie    | 3   | 3 | 1 | 0 | 2 | 3  | 3  | 0    |
| 4    | Saint-Marin | 0   | 3 | 0 | 0 | 3 | 1  | 10 | -9   |

#### Groupe 10
| Rang | Équipe         | Pts | J | G | N | P | Bp | Bc | Diff |
| ---- | -------------- | --- | - | - | - | - | -- | -- | ---- |
| 1    | Géorgie        | 7   | 3 | 2 | 1 | 0 | 2  | 0  | +2   |
| 2    | Norvège H      | 6   | 3 | 2 | 0 | 1 | 8  | 1  | +7   |
| 3    | Pays de Galles | 4   | 3 | 1 | 1 | 1 | 3  | 5  | -2   |
| 4    | Kosovo         | 0   | 3 | 0 | 0 | 3 | 0  | 7  | -7   |

#### Groupe 11
| Rang | Équipe    | Pts | J | G | N | P | Bp | Bc | Diff |
| ---- | --------- | --- | - | - | - | - | -- | -- | ---- |
| 1    | Croatie H | 7   | 3 | 2 | 1 | 0 | 10 | 1  | +9   |
| 2    | Arménie   | 6   | 3 | 2 | 0 | 1 | 4  | 4  | 0    |
| 3    | Écosse    | 4   | 3 | 1 | 1 | 1 | 6  | 4  | +2   |
| 4    | Gibraltar | 0   | 3 | 0 | 0 | 0 | 0  | 11 | -11  |

#### Groupe 12
| Rang | Équipe     | Pts | J | G | N | P | Bp | Bc | Diff |
| ---- | ---------- | --- | - | - | - | - | -- | -- | ---- |
| 1    | Italie     | 9   | 3 | 3 | 0 | 0 | 8  | 1  | +7   |
| 2    | Islande    | 6   | 3 | 2 | 0 | 1 | 5  | 5  | 0    |
| 3    | Lituanie   | 1   | 3 | 0 | 1 | 2 | 2  | 5  | -3   |
| 4    | Slovénie H | 1   | 3 | 0 | 1 | 2 | 3  | 7  | -4   |

#### Groupe 13
| Rang | Équipe          | Pts | J | G | N | P | Bp | Bc | Diff |
| ---- | --------------- | --- | - | - | - | - | -- | -- | ---- |
| 1    | Danemark        | 7   | 3 | 2 | 1 | 0 | 8  | 3  | +5   |
| 2    | Tchéquie H      | 7   | 3 | 2 | 1 | 0 | 6  | 1  | +5   |
| 3    | Irlande du Nord | 3   | 3 | 1 | 0 | 2 | 2  | 5  | -3   |
| 4    | Kazakhstan      | 0   | 3 | 0 | 0 | 3 | 3  | 10 | -7   |

#### Classements des troisièmes de groupe
Pour déterminer la meilleure équipe classée troisième du tour de qualification qui accède au tour élite, seuls les résultats des équipes classées troisièmes contre les équipes classées première et deuxième de leur groupe sont pris en compte. 
| Rang    | Équipe          | Pts | J | G | N | P | Bp | Bc | Diff |
| ------- | --------------- | --- | - | - | - | - | -- | -- | ---- |
| 1 (11)  | Écosse          | 1   | 2 | 0 | 1 | 1 | 3  | 4  | -1   |
| 2 (3)   | Biélorussie     | 1   | 2 | 0 | 1 | 1 | 2  | 3  | -1   |
| 3 (1)   | Suisse          | 1   | 2 | 0 | 1 | 1 | 1  | 2  | -1   |
| 4 (2)   | Grèce           | 1   | 2 | 0 | 1 | 1 | 1  | 2  | -1   |
| 5 (5)   | Pologne         | 1   | 2 | 0 | 1 | 1 | 3  | 5  | -2   |
| 6 (7)   | Albanie         | 1   | 2 | 0 | 1 | 1 | 2  | 6  | -4   |
| 7 (10)  | Pays de Galles  | 1   | 2 | 0 | 1 | 1 | 0  | 5  | -5   |
| 8 (9)   | Lettonie        | 0   | 2 | 0 | 1 | 2 | 1  | 3  | -2   |
| 9 (12)  | Lituanie        | 0   | 2 | 0 | 1 | 2 | 1  | 4  | -3   |
| 10 (13) | Irlande du Nord | 0   | 2 | 0 | 0 | 2 | 0  | 4  | -4   |
| 11 (6)  | Monténégro      | 0   | 2 | 0 | 0 | 2 | 2  | 7  | -5   |
| 12 (4)  | Chypre          | 0   | 2 | 0 | 0 | 2 | 0  | 6  | -6   |
| 13 (8)  | Azerbaïdjan     | 0   | 2 | 0 | 0 | 2 | 1  | 11 | -10  |

### Tour Élite
Le tirage au sort du tour Élite a eu lieu le 8 décembre 2021, au siège de l'UEFA à Nyon , en Suisse.
Le second tour, qui a lieu au printemps, concerne 28 équipes, dont le Portugal, exempté de premier tour. Les sept vainqueurs de poule se qualifient pour la phase finale en Slovaquie (dont l'équipe est qualifiée d'office).
Les équipes ont été classées en fonction de leurs positions, puis des résultats (c'est-à-dire que les vainqueurs de groupe ont été classés plus haut que les équipes classées deuxièmes, la meilleure équipe classée troisième a été classée en bas) lors du tour de qualification.  Le Portugal, exempt du premier tour, a été automatiquement classé dans le chapeau A. Chaque groupe contenait une équipe du chapeau A, une équipe du chapeau B, une équipe du chapeau C et une équipe du chapeau D. Les vainqueurs et les deuxièmes du même groupe du tour de qualification ne pouvaient pas être tirés au sort dans le même groupe, mais les meilleures équipes classées troisièmes pouvaient être tirées au sort dans le même groupe que les vainqueurs ou les deuxièmes du même groupe du tour de qualification.
| Rang    | Équipe               | Pts | J | G | N | P | Bp | Bc | Diff |
| ------- | -------------------- | --- | - | - | - | - | -- | -- | ---- |
| 1 (-)   | Portugal             | 0   | 0 | 0 | 0 | 0 | 0  | 0  | 0    |
| 2 (4)   | Pays-Bas             | 9   | 3 | 3 | 0 | 0 | 13 | 1  | +12  |
| 3 (2)   | Russie               | 9   | 3 | 3 | 0 | 0 | 9  | 1  | +8   |
| 4 (7)   | France               | 9   | 3 | 3 | 0 | 0 | 8  | 1  | +7   |
| 5 (12)  | Italie               | 9   | 3 | 3 | 0 | 0 | 8  | 1  | +7   |
| 6 (9)   | Turquie              | 9   | 3 | 3 | 0 | 0 | 9  | 3  | +6   |
| 7 (11)  | Croatie              | 7   | 3 | 2 | 1 | 0 | 10 | 1  | +9   |
| 8 (8)   | Belgique             | 7   | 3 | 2 | 1 | 0 | 12 | 4  | +8   |
| 9 (6)   | Bosnie-Herzégovine   | 7   | 3 | 2 | 1 | 0 | 7  | 1  | +6   |
| 10 (1)  | Angleterre           | 7   | 3 | 2 | 1 | 0 | 6  | 0  | +6   |
| 11 (13) | Danemark             | 7   | 3 | 2 | 1 | 0 | 8  | 3  | +5   |
| 12 (5)  | Ukraine              | 7   | 3 | 2 | 1 | 0 | 8  | 5  | +3   |
| 13 (3)  | Hongrie              | 7   | 3 | 2 | 1 | 0 | 5  | 2  | +3   |
| 14 (10) | Géorgie              | 7   | 3 | 2 | 1 | 0 | 2  | 0  | +2   |
| 15 (8)  | Espagne              | 7   | 3 | 2 | 1 | 0 | 10 | 3  | +7   |
| 16 (13) | Tchéquie             | 7   | 3 | 2 | 1 | 0 | 6  | 1  | +5   |
| 17 (6)  | République d'Irlande | 7   | 3 | 2 | 1 | 0 | 6  | 3  | +3   |
| 18 (10) | Norvège              | 6   | 3 | 2 | 0 | 1 | 8  | 1  | +7   |
| 19 (4)  | Israël               | 6   | 3 | 2 | 0 | 1 | 8  | 4  | +4   |
| 20 (9)  | Roumanie             | 6   | 3 | 2 | 0 | 1 | 7  | 4  | +3   |
| 21 (5)  | Finlande             | 6   | 3 | 2 | 0 | 1 | 5  | 3  | +2   |
| 22 (1)  | Suède                | 6   | 3 | 2 | 0 | 1 | 4  | 3  | +1   |
| 23 (12) | Islande              | 6   | 3 | 2 | 0 | 1 | 5  | 5  | 0    |
| 24 (11) | Arménie              | 6   | 3 | 2 | 0 | 1 | 4  | 4  | 0    |
| 25 (3)  | Autriche             | 5   | 3 | 1 | 2 | 0 | 6  | 2  | +4   |
| 26 (2)  | Allemagne            | 4   | 3 | 1 | 1 | 1 | 6  | 5  | +1   |
| 27 (7)  | Serbie               | 4   | 3 | 1 | 1 | 1 | 5  | 5  | 0    |
| 28 (11) | Écosse               | 4   | 3 | 1 | 1 | 1 | 6  | 4  | +2   |

#### Groupe 1
| Rang | Équipe    | Pts | J | G | N | P | Bp | Bc | Diff |
| ---- | --------- | --- | - | - | - | - | -- | -- | ---- |
| 1    | Israël    | 7   | 3 | 2 | 1 | 0 | 4  | 1  | +3   |
| 2    | Hongrie H | 4   | 3 | 1 | 1 | 1 | 4  | 2  | +2   |
| 3    | Slovénie  | 3   | 3 | 1 | 0 | 2 | 2  | 5  | -3   |
| 4    | Turquie   | 3   | 3 | 1 | 0 | 2 | 4  | 6  | -2   |

#### Groupe 2
| Rang | Équipe             | Pts | J | G | N | P | Bp | Bc | Diff |
| ---- | ------------------ | --- | - | - | - | - | -- | -- | ---- |
| 1    | France H           | 6   | 3 | 2 | 0 | 1 | 7  | 2  | +5   |
| 2    | Bosnie-Herzégovine | 6   | 3 | 2 | 0 | 1 | 5  | 4  | +1   |
| 3    | Tchéquie           | 6   | 3 | 2 | 0 | 1 | 4  | 2  | +2   |
| 4    | Suède              | 0   | 3 | 0 | 0 | 3 | 3  | 11 | -8   |

#### Groupe 3
| Rang | Équipe               | Pts | J | G | N | P | Bp | Bc | Diff |
| ---- | -------------------- | --- | - | - | - | - | -- | -- | ---- |
| 1    | Angleterre H         | 9   | 3 | 3 | 0 | 0 | 9  | 1  | +8   |
| 2    | Portugal             | 6   | 3 | 2 | 0 | 1 | 8  | 3  | +5   |
| 3    | République d'Irlande | 3   | 3 | 1 | 0 | 2 | 6  | 7  | -1   |
| 4    | Arménie              | 0   | 3 | 0 | 0 | 3 | 0  | 12 | -12  |

#### Groupe 4
| Rang | Équipe    | Pts | J | G | N | P | Bp | Bc | Diff |
| ---- | --------- | --- | - | - | - | - | -- | -- | ---- |
| 1    | Roumanie  | 6   | 3 | 2 | 0 | 1 | 7  | 5  | +2   |
| 2    | Islande   | 4   | 3 | 1 | 1 | 1 | 5  | 3  | +2   |
| 3    | Géorgie   | 4   | 3 | 1 | 1 | 1 | 3  | 6  | -3   |
| 4    | Croatie H | 3   | 3 | 1 | 0 | 2 | 3  | 4  | -1   |

#### Groupe 5
| Rang | Équipe     | Pts | J | G | N | P | Bp | Bc | Diff |
| ---- | ---------- | --- | - | - | - | - | -- | -- | ---- |
| 1    | Italie     | 7   | 3 | 2 | 1 | 0 | 8  | 2  | +6   |
| 2    | Belgique   | 4   | 3 | 1 | 1 | 1 | 5  | 5  | 0    |
| 3    | Finlande H | 3   | 3 | 1 | 0 | 2 | 2  | 7  | -5   |
| 4    | Allemagne  | 2   | 3 | 0 | 2 | 1 | 4  | 5  | -1   |

#### Groupe 6
| Rang | Équipe     | Pts | J | G | N | P | Bp | Bc | Diff |
| ---- | ---------- | --- | - | - | - | - | -- | -- | ---- |
| 1    | Serbie     | 7   | 3 | 2 | 1 | 0 | 6  | 4  | +2   |
| 2    | Ukraine    | 7   | 3 | 2 | 1 | 0 | 6  | 4  | +2   |
| 3    | Norvège    | 1   | 3 | 0 | 1 | 2 | 5  | 7  | -2   |
| 4    | Pays-Bas H | 1   | 3 | 0 | 1 | 2 | 3  | 5  | -2   |

La Serbie est qualifiée au critère des sanctions disciplinaires (10 points pour Serbie, 13 pour Ukraine)

#### Groupe 7
| Rang | Équipe    | Pts | J | G | N | P | Bp | Bc | Diff |
| ---- | --------- | --- | - | - | - | - | -- | -- | ---- |
| 1    | Autriche  | 4   | 2 | 1 | 1 | 0 | 4  | 2  | +2   |
| 2    | Espagne H | 2   | 2 | 0 | 2 | 0 | 5  | 5  | 0    |
| 3    | Danemark  | 1   | 2 | 0 | 1 | 1 | 3  | 5  | -2   |
| 4    | Russie    | 0   | 0 | 0 | 0 | 0 | 0  | 0  | 0    |

### Équipes qualifiées
| Équipe     | Parcours              | Date de qualification | Participation |
| ---------- | --------------------- | --------------------- | ------------- |
| Slovaquie  | Pays hôte             | 24 septembre 2019     | 2e            |
| Roumanie   | Vainqueur du groupe 4 | 26 mars 2022          | 2e            |
| Italie     | Vainqueur du groupe 5 | 29 mars 2022          | 8e            |
| Israël     | Vainqueur du groupe 1 | 29 mars 2022          | 2e            |
| France     | Vainqueur du groupe 2 | 29 mars 2022          | 12e           |
| Angleterre | Vainqueur du groupe 3 | 29 mars 2022          | 11e           |
| Autriche   | Vainqueur du groupe 7 | 29 mars 2022          | 8e            |
| Serbie     | Vainqueur du groupe 6 | 7 juin 2022           | 8e            |